# Tutti per uno, uno per tutti
Série
Moschettieri del re: La penultima missione
(2018)
Pour plus de détails, voir Fiche technique et Distribution.
Tutti per uno, uno per tutti est une comédie de cape et d'épée italienne réalisée par Giovanni Veronesi. Initialement produit pour le cinéma, la sortie du film a été contrariée par la pandémie de Covid-19 en Italie et il a été diffusé à Noël 2020 sur Sky Italia.
Librement inspiré des Trois Mousquetaires (1844) et de Vingt Ans après (1845) rédigés par Alexandre Dumas père, c'est la suite du film Moschettieri del re: La penultima missione du même réalisateur sorti deux ans plus tôt.

## Synopsis
France, XVIIe siècle. Les quatre mousquetaires vieillissent. Aramis est mort et s'est réincarné en loup ; D'Artagnan, Athos et Porthos, bien que fatigués par l'âge, doivent accomplir une dernière mission avant la retraite : la reine Anne de France les charge d'escorter la princesse Ginevra, fille de Henriette d'Angleterre, à la frontière avec la Hollande pour épouser le futur roi. Cependant, au cours du voyage, les mousquetaires rencontrent un serviteur de dix ans nommé Uno, qui tombe follement amoureux de Ginevra et veut l'épouser à tout prix...
Au cours du voyage les trois mousquetaires rencontrent diverses aventures, de Cyrano de Bergerac et sa bande de brigands à l'escorte de l'espion anglais 007 en passant par le prophète TomTom, jusqu'à affronter l'armée hollandaise grâce au soutien apporté par les mousquetaires à l'union entre Uno et Ginevra.

## Fiche technique
Sauf indication contraire, les informations mentionnées dans cette section peuvent être confirmées par la base de données cinématographiques IMDb,  présente dans la section « Liens externes ».
- Titre original italien : Tutti per uno, uno per tutti[3] (litt. « Tous pour un, un pour tous »)
- Réalisation : Giovanni Veronesi
- Scenario : Giovanni Veronesi, Nicola Baldoni
- Photographie :	Giovanni Canevari
- Montage : Consuelo Catucci (it)
- Musique : Checco Zalone (sous le nom de « Luca Medici »), Antonio Iammarino, Giuseppe Saponari
- Costumes : Alessandro Lai (it)
- Production : Fabrizio Donvito, Benedetto Habib, Marco Cohen
- Société de production : Indiana Production (it), Vision Distribution (it)
- Pays de production :  Italie
- Langue originale : italien
- Format : Couleur - 2,35:1
- Durée : 115 min (1 h 55)
- Genre : Comédie de cape et d'épée
- Dates de diffusion :
  - Italie : 25 décembre 2020 (diffusion sur Sky Italia)

## Distribution
- Pierfrancesco Favino : D'Artagnan
- Rocco Papaleo : Athos
- Valerio Mastandrea : Porthos
- Margherita Buy : La reine Anne d'Autriche
- Federico Ielapi : Uno
- Giulia Michelini : TomTom
- Anna Ferzetti : Reine Henriette
- Sara Ciocca : Ginevra
- Ubaldo Pantani : Escargot
- Guido Caprino : Cyrano de Bergerac
- Catrinel Marlon : Une gitane
- Massimiliano Varrese : Le soldat 007
- Mauro Lamanna : Le soldat 004
- Anna Bonasso : La vieille infirmière
- Luis Molteni : Cherì
- Giulio Scarpati : Beghelì
- Davide Marotta : Champignon
- Adriano Panatta : Le chambellan de la cour
- Giuliano Sangiorgi : Un garde
- Iacopo Guarnieri : Un mousquetaire
- Settimo Palazzo : Le noble